# Virslīga 2012
In 2012 werd het 38ste voetbalseizoen gespeeld van de Letse Virslīga. De competitie werd gespeeld van 24 maart tot 10 november. Daugava Daugavpils werd kampioen.
SK Blāzma trok zich voor de seizoensstart terug, het team werd niet vervangen. 

## Eindstand
| Plaats | Club                           | Wed. | W  | G  | V  | Saldo | Ptn. |
| ------ | ------------------------------ | ---- | -- | -- | -- | ----- | ---- |
| 1.     | Daugava Daugavpils             | 36   | 23 | 9  | 4  | 64-25 | 78   |
| 2.     | Skonto Riga                    | 36   | 21 | 11 | 4  | 58-22 | 74   |
| 3.     | FK Ventspils                   | 36   | 23 | 5  | 8  | 63-22 | 74   |
| 4.     | SK Liepājas Metalurgs          | 36   | 21 | 7  | 8  | 60-33 | 70   |
| 5.     | FK Spartaks Jūrmala            | 36   | 13 | 10 | 13 | 61-56 | 49   |
| 6.     | FC Jūrmala                     | 36   | 10 | 9  | 17 | 47-49 | 39   |
| 7.     | FK Jelgava                     | 36   | 7  | 10 | 19 | 32-56 | 31   |
| 8.     | FS Metta/Latvijas Universitāte | 36   | 7  | 8  | 21 | 39-82 | 29   |
| 9.     | FK Daugava Riga                | 36   | 5  | 12 | 19 | 42-79 | 27   |
| 10.    | Gulbene-2005                   | 36   | 5  | 9  | 22 | 28-70 | 24   |

|  | Kampioen, geplaatst voor tweede voorronde UEFA Champions League 2013/14 |
|  | Geplaatst voor eerste voorronde UEFA Europa League 2013/14              |
|  | Deelname Promotie/Degradatie play-off                                   |
|  | Degradatie                                                              |

## Promotie/Degradatie play-off
| Team #1      | Tot.  | Team #2     | 1ste wed | 2de wed |
| ------------ | ----- | ----------- | -------- | ------- |
| Daugava Riga | 4 - 1 | BFC Daugava | 1 - 0    | 3 - 1   |

## Kampioen
| Virslīga 2012                          |
| Letland                                |
| -------------------------------------- |
| DAUGAVA DAUGAVPILS Kampioen (1° titel) |